# Estadio Mario Alberto Kempes
El Estadio Mario Alberto Kempes es un recinto deportivo mundialista ubicado en el departamento Capital de Córdoba, Argentina. Se sitúa sobre la avenida Ramón Cárcano, cerca de la avenida Circunvalación, en el barrio de Chateau Carreras, a 10 km del centro de la ciudad. Recinto el cual hace de local Talleres de Córdoba por hacerlo propio en 2019.  
Fue construido por el Estado argentino con el objetivo primordial de ser una de las sedes del Mundial de Fútbol de 1978, disputado en la Argentina. El estadio pertenece y es administrado por el Estado de la Provincia de Córdoba. Originalmente bautizado como Polideportivo Ciudad de Córdoba, comenzó a ser conocido como «Chateau Carreras» por el barrio donde se ubica. También, por la presencia de una pista de atletismo, fue conocido como el «Olímpico de Córdoba». En 2010 fue renombrado en honor al futbolista cordobés Mario Alberto Kempes, campeón del mundo con la Selección Argentina en 1978. 
Es prestado a Talleres de la Primera División de Argentina, debido a que, por su gran cantidad de socios, su estadio no puede contenerlos.
Este estadio es utilizado también por Belgrano, Instituto y Racing para partidos de gran convocatoria. Además se realizan cotejos de la Selección Argentina y compromisos de Copa Argentina y Copa Sudamericana.
Con una capacidad de más de 57.000 espectadores, es el segundo más grande del país, después del Estadio Monumental de Buenos Aires. En varias ocasiones se ha usado para que jugase la selección argentina de rugby (Los Pumas). También la Unión Cordobesa de Rugby lo ha utilizado para instancias definitorias de su campeonato anual.
Las tribunas llevan nombres de referentes de los cuatro clubes más importantes del fútbol de Córdoba: las tribunas Populares Artime y Wilington, al sur y al norte, respectivamente, con una capacidad de 11.500 espectadores; la Platea Gasparini, al este, con una foro de 19.600 personas; y la Platea Ardiles, para 14.400 visitantes, del lado oeste.
Cabe destacar que su record de capacidad fue en el año 2013 cuando Talleres de Córdoba disputó un partido con San Jorge se Tucumán, alcanzando así una multitud de 62000 espectadores en el encuentro. 

## Historia

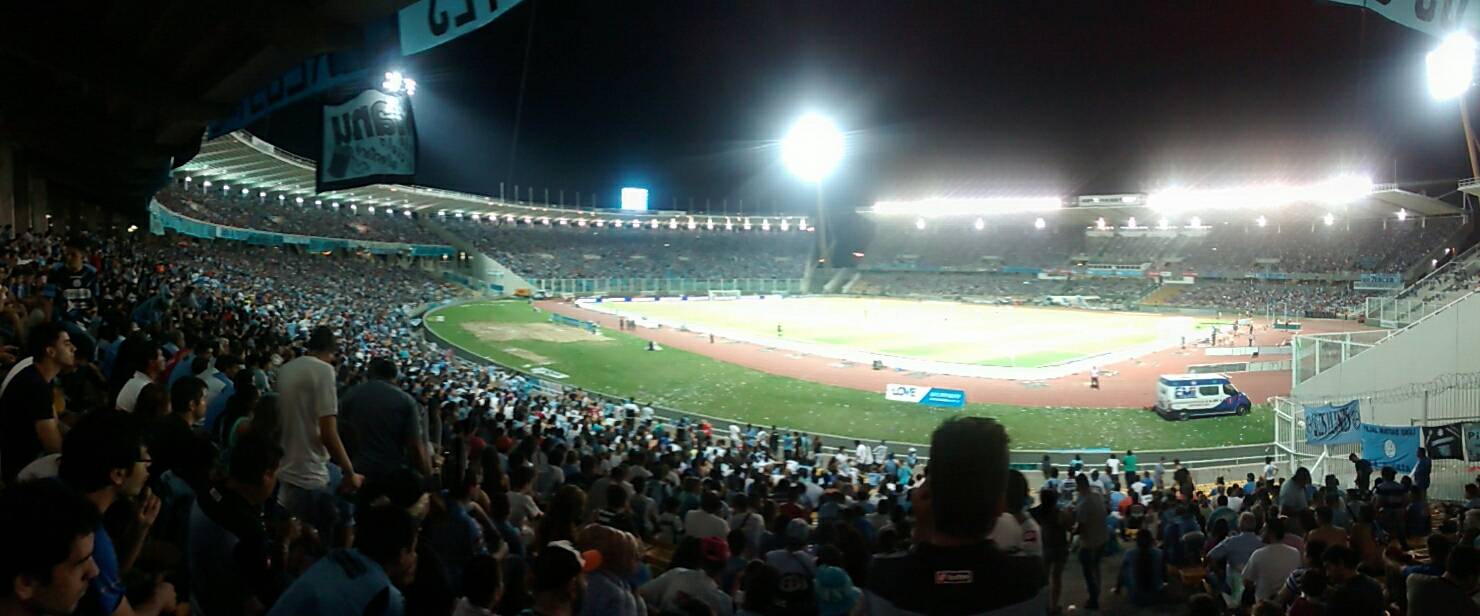
Partido disputado por la 2° Fecha del Torneo de Primera División 2016 de AFA.

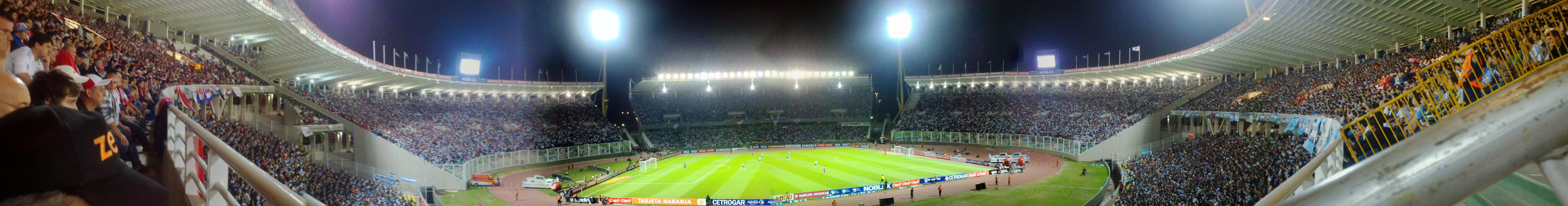
El partido de Argentina frente a Paraguay en 2012.

Los encargados del proyecto fueron el estudio de arquitectura Sánchez Elía-Peralta Ramos, ubicado en Buenos Aires, el cual se asoció en Córdoba con los arquitectos Hugo Oviedo y Alberto Ponce, participando como colaboradores del proyecto, los arquitectos Pedro R. Facchin y Luis E. Marchesini.
En 1976 la última dictadura militar, que había tomado el poder mediante un golpe de Estado y era encabezada por Jorge Rafael Videla, creó un organismo denominado Ente Autárquico Mundial 78 (EAM 78), el cual se encargaría de la remodelación de estadios, la construcción de tres inmuebles, y el desarrollo total de la infraestructura logística, turística y de comunicaciones.
Entre los estadios que el EAM 78 remodelaría, se encontraban el de River Plate, Vélez Sársfield, Rosario Central, Estadio Malvinas Argentinas de la ciudad de Mendoza (construido en la falda del Cerro de la Gloria), Estadio José María Minella de Mar del Plata y el de Córdoba, emplazado en la zona de Chateau Carreras fueron construìdos en esos predios, siendo obras de gran magnitud edilicia.
El proyecto EAM 78 estaba en manos del ejército, que debía asegurarse que el dinero que se manejaba en el Mundial no debía de ser “justificado". Este dinero fue utilizado principalmente para construir estadios que costaron aproximadamente 5 veces más que los de España 1982. Fue desde su asunción que los costos comenzaron a trepar de modo inaudito, hasta alcanzar los 520 millones de dólares.
El Chateau fue finalmente inaugurado el 16 de mayo de 1978 en un partido entre la Selección Argentina y un combinado del fútbol cordobés, para luego ser una de las sedes del Mundial de Fútbol de 1978. El primer encuentro mundialista en el estadio, enfrentó a Perú y Escocia y terminó con un triunfo de los sudamericanos por 3 a 1.
El 20 de octubre del 2010, fue aprobado por la Legislatura de Córdoba mediante la Ley N° 9847 el cambio de nombre del hasta entonces Estadio Olímpico de Córdoba, por Estadio Mario Alberto Kempes, en homenaje al exfutbolista cordobés nacido en Bell Ville. El cambio de nombre fue impulsado por el periodista Claudio Martín Menditto en su artículo "Un homenaje para El Matador" del 26 de enero de 2008.

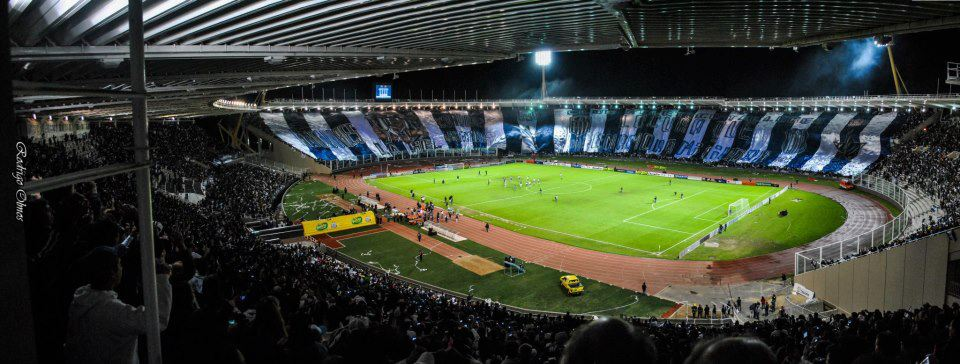
Partido de Talleres vs Nacional de Montevideo por los 99 años del club cordobés.

La remodelación para la Copa América 2011 fue inaugurada el 26 de junio de dicho año. Se realizó una platea nueva sobre la "platea descubierta" y se la techó. Y las cabeceras populares se hicieron totalmente de nuevo para subsanar el problema de visual que tenía este estadio, techando ambas. Esto hizo que aumentara su capacidad de 47.000 a 57.000 espectadores. Se cambió todo el sistema lumínico, para permitir la televisación en alta definición. Las tribunas fueron nombradas recordando a importantes jugadores de clubes de Córdoba: Tribuna popular norte "Daniel Alberto Willington"; tribuna popular sur "Luis Fabián Artime"; tribuna este (platea) "Roberto Gasparini" y tribuna oeste (platea) "Osvaldo Cesar Ardiles".
El estadio no había sufrido grandes modificaciones desde su construcción y era víctima de constantes quejas sobre la mala visualización de los partidos de fútbol desde las tribunas. La forma del "Chateau" se asemejaba a la de un plato playo por lo que, sumado a la distancia al campo, no permitía una buena perspectiva de los partidos. Sólo para dar una idea de este inconveniente, puede mencionarse que, anteriormente, en las gradas generales ubicadas en las cabeceras, los espectadores que las ocupan tenían el arco más próximo a distancias que van de los 35 a los 80 metros.

### Copa del Mundo de la FIFA 1978
Partidos disputados durante la copa mundial de 1978:

#### Primera fase
| 6 de junio de 1978 | Alemania Federal                                                   | 6:0 (3:0) | México | Est. Olímpico de Córdoba, Córdoba                                |                                                                  |
|                    | D. Müller 15' · H. Müller 30' · Rummenigge 38' 73' · Flohe 44' 89' | Reporte   |        | Asistencia: 35.258 espectadores Árbitro(s): Farouk Bouzo (Siria) | Asistencia: 35.258 espectadores Árbitro(s): Farouk Bouzo (Siria) |

| 10 de junio de 1978 | Alemania Federal | 0:0     | Túnez | Est. Olímpico de Córdoba, Córdoba                               |                                                                 |
|                     |                  | Reporte |       | Asistencia: 30.667 espectadores Árbitro(s): César Orozco (Perú) | Asistencia: 30.667 espectadores Árbitro(s): César Orozco (Perú) |

| 3 de junio de 1978 | Perú                         | 3:1 (1:1) | Escocia    | Est. Olímpico de Córdoba, Córdoba                                 |                                                                   |
|                    | Cueto 43' · Cubillas 72' 77' | Reporte   | Jordan 14' | Asistencia: 37.927 espectadores Árbitro(s): Ulf Eriksson (Suecia) | Asistencia: 37.927 espectadores Árbitro(s): Ulf Eriksson (Suecia) |

| 7 de junio de 1978 | Escocia                | 1:1 (1:0) | Irán          | Est. Olímpico de Córdoba, Córdoba                                   |                                                                     |
|                    | Eskandarian 43' (a.g.) | Reporte   | Danaiyfar 60' | Asistencia: 7938 espectadores Árbitro(s): Youssou N'Diaye (Senegal) | Asistencia: 7938 espectadores Árbitro(s): Youssou N'Diaye (Senegal) |

| 11 de junio de 1978 | Perú                                              | 4:1 (3:1) | Irán        | Est. Olímpico de Córdoba, Córdoba                                   |                                                                     |
|                     | Velásquez 2' · Cubillas 36' (pen.) 39' (pen.) 79' | Reporte   | Rowshan 41' | Asistencia: 21.262 espectadores Árbitro(s): Alojzy Jarguz (Polonia) | Asistencia: 21.262 espectadores Árbitro(s): Alojzy Jarguz (Polonia) |

#### Segunda fase
| 14 de junio de 1978 | Países Bajos                                                           | 5:1 (3:0) | Austria       | Est. Olímpico de Córdoba, Córdoba                                 |                                                                   |
|                     | Brandts 6' · Rensenbrink 35' (pen.) · Rep 36' 53' · Van de Kerkhof 82' | Reporte   | Obermayer 79' | Asistencia: 25.050 espectadores Árbitro(s): John Gordon (Escocia) | Asistencia: 25.050 espectadores Árbitro(s): John Gordon (Escocia) |

| 18 de junio de 1978 | Alemania Federal             | 2:2 (1:1) | Países Bajos                  | Est. Olímpico de Córdoba, Córdoba                                   |                                                                     |
|                     | Abramczik 3' · D. Müller 70' | Reporte   | Haan 27' · Van de Kerkhof 84' | Asistencia: 40.750 espectadores Árbitro(s): Ramón Barreto (Uruguay) | Asistencia: 40.750 espectadores Árbitro(s): Ramón Barreto (Uruguay) |

| 21 de junio de 1978 | Austria                           | 3:2 (0:1) | Alemania Federal                | Est. Olímpico de Córdoba, Córdoba                                  |                                                                    |
|                     | Vogts 59' (a.g.) · Krankl 66' 87' | Reporte   | Rummenigge 19' · Hölzenbein 72' | Asistencia: 38.318 espectadores Árbitro(s): Abraham Klein (Israel) | Asistencia: 38.318 espectadores Árbitro(s): Abraham Klein (Israel) |

## Eventos deportivos

### Copa América 1987
Partidos disputados durante la Copa América de 1987:

#### Primera fase
| 28 de junio de 1987 | Brasil                                                                 | 5:0 (2:0) | Venezuela | Estadio Olímpico de Córdoba, Córdoba                              |                                                                   |
|                     | Edú 33' · Morovic 39' (a.g.) · Careca 66' · Nelsinho 72' · Romário 89' |           |           | Asistencia: 8.000 espectadores Árbitro(s): Elías Jácome (Ecuador) | Asistencia: 8.000 espectadores Árbitro(s): Elías Jácome (Ecuador) |

| 30 de junio de 1987 | Chile                                      | 3:1 (1:1) | Venezuela      | Estadio Olímpico de Córdoba, Córdoba                                |                                                                     |
|                     | Letelier 17' · Contreras 70' · Salgado 83' |           | Acosta 24' (p) | Asistencia: 5.000 espectadores Árbitro(s): Luis Barrancos (Bolivia) | Asistencia: 5.000 espectadores Árbitro(s): Luis Barrancos (Bolivia) |

| 3 de julio de 1987 | Brasil | 0:4 (0:1) | Chile                            | Estadio Olímpico de Córdoba, Córdoba                                         |                                                                              |
|                    |        |           | Basay 41' 68' · Letelier 48' 75' | Asistencia: 15.000 espectadores Árbitro(s): Juan Daniel Cardellino (Uruguay) | Asistencia: 15.000 espectadores Árbitro(s): Juan Daniel Cardellino (Uruguay) |

#### Semifinal
| 8 de julio de 1987 | Chile                    | 2:1 (0:0, 0:0) | Colombia       | Estadio Olímpico de Córdoba, Córdoba                                      |                                                                           |
|                    | Astengo 106' · Vera 108' |                | Redín 103' (p) | Asistencia: 10.000 espectadores Árbitro(s): Romualdo Arppi Filho (Brasil) | Asistencia: 10.000 espectadores Árbitro(s): Romualdo Arppi Filho (Brasil) |

### Copa del Mundo de la FIFA Sub-20 2001
El Estadio fue una de las sedes del Mundial Sub-20 de 2001, que se realizó en Argentina.

#### Primera fase
| 17 de junio de 2001 | Irak                               | 3:0 (3:0) | Canadá | Estadio Chateau Carreras, Córdoba                               |                                                                 |
|                     | Emad 21' · Tahir 33' · Hanoosh 43' | Reporte   |        | Asistencia: 5.100 espectadores Árbitro(s): Coffi Codjia (Benín) | Asistencia: 5.100 espectadores Árbitro(s): Coffi Codjia (Benín) |

| 20 de junio de 2001 | Canadá | 0:4 (0:1) | Alemania                     | Estadio Chateau Carreras, Córdoba                                       |                                                                         |
|                     |        | Reporte   | Auer 18' 67' 70' · Preuß 83' | Asistencia: 1.000 espectadores Árbitro(s): Hailemelak Tessema (Etiopía) | Asistencia: 1.000 espectadores Árbitro(s): Hailemelak Tessema (Etiopía) |

| 20 de junio de 2001 | Irak     | 1:6 (0:5) | Brasil                                                          | Estadio Chateau Carreras, Córdoba                                    |                                                                      |
|                     | Emad 82' | Reporte   | Fernando 8' (p.) · Pinga 13' · Robert 27' 72' · Adriano 29' 45' | Asistencia: 1.000 espectadores Árbitro(s): Sorin Corpodean (Rumania) | Asistencia: 1.000 espectadores Árbitro(s): Sorin Corpodean (Rumania) |

| 23 de junio de 2001 | Brasil                   | 2:0 (1:0) | Canadá | Estadio Chateau Carreras, Córdoba                                               |                                                                                 |
|                     | Adriano 21' · Robert 65' | Reporte   |        | Asistencia: 1.500 espectadores Árbitro(s): Jagdeesh Bhimull (Trinidad y Tobago) | Asistencia: 1.500 espectadores Árbitro(s): Jagdeesh Bhimull (Trinidad y Tobago) |

| 23 de junio de 2001 | Alemania                                 | 3:1 (1:1) | Irak                   | Estadio Chateau Carreras, Córdoba                                |                                                                  |
|                     | Preuß 40' · Munaim 60' (a.g.) · Auer 65' | Reporte   | Lapaczinski 37' (a.g.) | Asistencia: 2.000 espectadores Árbitro(s): Hichem Guirat (Túnez) | Asistencia: 2.000 espectadores Árbitro(s): Hichem Guirat (Túnez) |

#### Octavos de final
| 27 de junio de 2001 | Francia                        | 3:2 (2:1) | Alemania                 | Estadio Chateau Carreras, Córdoba                             |                                                               |
|                     | Cissé 34' (p.) 93' · Mendy 41' | Reporte   | Auer 19' · Burkhardt 78' | Asistencia: 3.500 espectadores Árbitro(s): Guido Aros (Chile) | Asistencia: 3.500 espectadores Árbitro(s): Guido Aros (Chile) |

| 27 de junio de 2001 | Brasil                                 | 4:0 (1:0) | Australia | Estadio Chateau Carreras, Córdoba                                |                                                                  |
|                     | Adriano 27' 66' · Kaká 53' · Costa 74' | Reporte   |           | Asistencia: 7.895 espectadores Árbitro(s): Toru Kamikawa (Japón) | Asistencia: 7.895 espectadores Árbitro(s): Toru Kamikawa (Japón) |

#### Cuartos de final
| 1 de julio de 2001 | Ghana                        | 2:1 (1:1, 0:1) | Brasil      | Estadio Chateau Carreras, Córdoba                                           |                                                                             |
|                    | Abdul Razak 80' · Mensah 93' | Reporte        | Adriano 44' | Asistencia: 11.000 espectadores Árbitro(s): Manuel Mejuto González (España) | Asistencia: 11.000 espectadores Árbitro(s): Manuel Mejuto González (España) |

#### Semifinal
| 4 de julio de 2001 | Egipto | 0:2 (0:0) | Ghana                             | Estadio Chateau Carreras, Córdoba                                   |                                                                     |
|                    |        | Reporte   | Inusah 83' · El Atrawy 88' (a.g.) | Asistencia: 10.000 espectadores Árbitro(s): Mark Shield (Australia) | Asistencia: 10.000 espectadores Árbitro(s): Mark Shield (Australia) |

### Copa América 2011

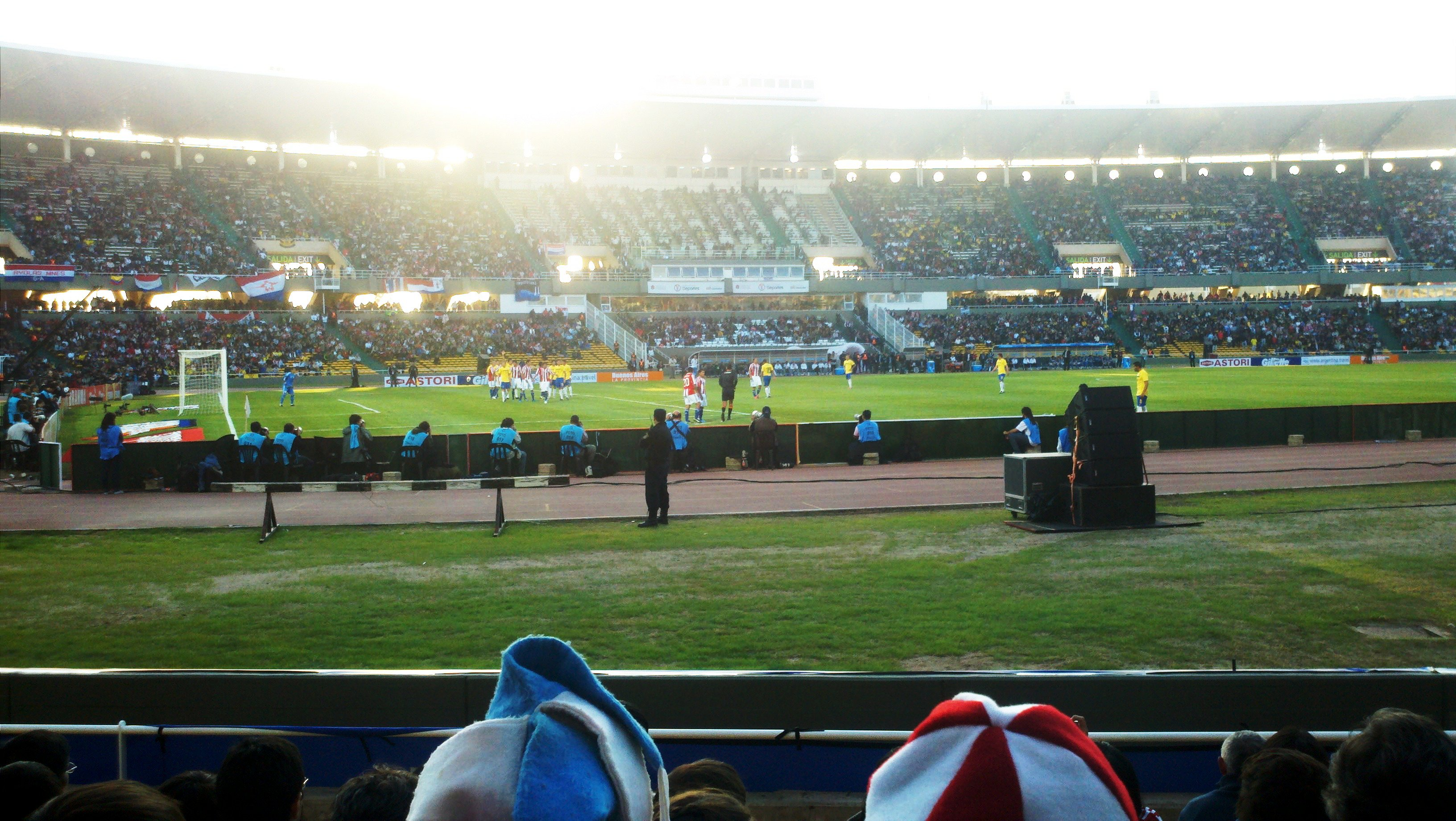
Imagen tomada en el Partido de Brasil frente a Paraguay en el Kempes

El Estadio Mario Alberto Kempes albergó 4 partidos de dicha competición continental, entre los días 9 y 16 de julio: dos por el grupo B, uno por el A y uno de los cuartos de final.

#### Primera fase
| 9 de julio de 2011, 16:00 (GMT-3) | Brasil                | 2:2 (1:0) Grupo B | Paraguay                   | Estadio Mario Alberto Kempes, Córdoba                                |                                                                      |
|                                   | Jadson 38' · Fred 89' | Reporte           | Santa Cruz 54' · Haedo 66' | Asistencia: 57.000 espectadores Árbitro(s): Wilmar Roldán (Colombia) | Asistencia: 57.000 espectadores Árbitro(s): Wilmar Roldán (Colombia) |

| 11 de julio de 2011, 21:45 (GMT-3) | Argentina                       | 3:0 (1:0) Grupo A | Costa Rica | Estadio Mario Alberto Kempes, Córdoba                                 |                                                                       |
|                                    | Agüero 45+1' 52' · Di María 63' | Reporte           |            | Asistencia: 57.000 espectadores Árbitro(s): Víctor Hugo Rivera (Perú) | Asistencia: 57.000 espectadores Árbitro(s): Víctor Hugo Rivera (Perú) |

| 13 de julio de 2011, 21:45 (GMT-3) | Brasil                        | 4:2 (1:1) Grupo B | Ecuador         | Estadio Mario Alberto Kempes, Córdoba                                 |                                                                       |
|                                    | Pato 28' 61' · Neymar 48' 71' | Reporte           | Caicedo 36' 58' | Asistencia: 35.000 espectadores Árbitro(s): Roberto Silvera (Uruguay) | Asistencia: 35.000 espectadores Árbitro(s): Roberto Silvera (Uruguay) |

#### Cuartos de final
| 16 de julio de 2011, 16:00 (GMT-3) | Colombia | 0:2 (0:0, 0:0) Cuartos de Final | Perú                       | Estadio Mario Alberto Kempes, Córdoba                                 |                                                                       |
|                                    |          | Reporte                         | Lobatón 101' · Vargas 111' | Asistencia: 40.000 espectadores Árbitro(s): Francisco Chacón (México) | Asistencia: 40.000 espectadores Árbitro(s): Francisco Chacón (México) |

### Copa del Mundo de la FIFA 2030
Con la confirmación de que Argentina, Paraguay y Uruguay quedaran definidas como las naciones sedes para los partidos inaugurales de la Copa del Mundo de 2030, el Kempes sería una sede potencial para albergar partidos de dicha competición, no solamente por las capacidades de sus instalaciones (57.000 personas sentadas), sino también por la infraestructura vial y hotelera, los predios deportivos y el aeropuerto internacional de Córdoba. Esta conjunción de factores lo hacen sin duda una de las sedes lógicas en el caso de que dicha competición se dispute en los países rioplatenses.

## Otras instalaciones
El complejo posee además una cancha de pasto sintético auxiliar, contigua a la tribuna Ardiles, donde se disputan entrenamientos y competencias de gran cantidad de disciplinas deportivas; y una cancha de hockey, que lleva el nombre de "Soledad García", doble campeona mundial y cuatro veces medallista olímpica cordobesa.
En la planta baja, se encuentra el Museo Provincial del Deporte, inaugurado en 2018, con más de 200 piezas originales en exhibición. El salón central exhibe un auto utilizado por Oscar Cabalén y camisetas de jugadores históricos que visitaron el estadio (Diego Maradona, José Luis Cuciuffo, Piojo López, Günter Haizinger y Gareth Southgate, entre otros), entre otros artículos.
También tiene un salón dedicado a homenajear el Mundial 1978 y otro para celebrar los deportes olímpicos. Además cuenta con un espacio para la exhibición de trofeos y una sala para la proyección de películas documentales deportivas. Entre otras figuras reconocidas en este museo se pueden encontrar artículos de Soledad García, Georgina Bardach, David Nalbandian, José Meolans, Jorge Recalde, Gabriel Raies, Rubén Magnano, Rocío Comba, Anahí Sosa y Paulo Dybala.
En 2012, el estacionamiento se renombró "Madonna" en 2012, luego de la visita de la artista estadounidense. Su espectáculo necesitó de la construcción de un nuevo ingreso, por el tamaño de los vehículos que debían entrar al lugar e inspiró la nueva denominación de este espacio. Un ingreso en la popular norte también lleva el nombre de otro músico: "Ricky Martin", quien usó ese ingreso para entrar al estadio en su show de 1998; y en la sur, uno similar se llama "Luis Miguel".
En 2019, se inauguró una nueva pista de BMX freestyle, denominada "Maligno Park", en honor al ciclista José "Maligno" Torres, deportista cordobés que fue medallista olímpico de oro en los Juegos Olímpicos de París 2024.
El mismo año también fueron construidas las canchas de tenis en el predio para la disputa del Córdoba Open. Asimismo cuenta con dos piscinas climatizadas. Una de 25 metros techada y otra de 50 metros descubierta con 10 andariveles llamada Georgina Bardach, en honor a la medallista olímpica cordobesa de 2004.
El área de prensa y sus cabinas, ubicadas dentro de la Platea Ardiles, homenajean a los periodistas deportivos cordobeses Víctor Brizuela y Osvaldo Wehbe.

## Partidos destacados

### Juegos de la Selección Argentina
La Albiceleste disputó cinco partidos oficiales en este estadio, de los cuales perdió solo uno. Cuatro correspondieron a partidos de Eliminatorias para el Mundial, mientras que el restante fue un enfrentamiento por la Copa América 2011.
| Amistoso; 16 de diciembre de 1980 | Argentina                                                                | 5:0 (4:0) | Suiza | Estadio Olímpico de Córdoba, Córdoba                                 |                                                                      |
|                                   | Díaz 4' · Luque 9' · Valencia 42' · Maradona 44' · Passarella 77' (pen.) | Reporte   |       | Asistencia: 12 000 espectadores Árbitro(s): José Luis Martínez Bazán | Asistencia: 12 000 espectadores Árbitro(s): José Luis Martínez Bazán |

| Amistoso; 31 de mayo de 1995 | Argentina  | 1:0 (1:0) | Perú | Estadio Olímpico de Córdoba, Córdoba                             |                                                                  |
|                              | Fabbri 23' | Reporte   |      | Asistencia: 17 000 espectadores Árbitro(s): Daniel Bello Rotunno | Asistencia: 17 000 espectadores Árbitro(s): Daniel Bello Rotunno |

| Amistoso; 14 de mayo de 1998 | Argentina                                       | 5:0 (2:0) | Bosnia y Herzegovina | Estadio Olímpico de Córdoba, Córdoba                          |                                                               |
|                              | Batistuta 6' 24' 80' · Zanetti 55' · Ortega 61' | Reporte   |                      | Asistencia: 44 423 espectadores Árbitro(s): Luis Mariano Peña | Asistencia: 44 423 espectadores Árbitro(s): Luis Mariano Peña |

| Amistoso; 13 de octubre de 1999 | Argentina                 | 2:1 (1:0) | Colombia           | Estadio Olímpico de Córdoba, Córdoba                      |                                                           |
|                                 | Batistuta 6' · Ortega 70' | Reporte   | Córdoba 47' (pen.) | Asistencia: 42 000 espectadores Árbitro(s): Mario Sánchez | Asistencia: 42 000 espectadores Árbitro(s): Mario Sánchez |

| Amistoso; 30 de septiembre de 2009 | Argentina       | 2:0 (2:0) | Ghana | Estadio Mario Alberto Kempes, Córdoba |                           |
|                                    | Palermo 28' 39' | Reporte   |       | Árbitro(s): Enrique Osses             | Árbitro(s): Enrique Osses |

| Copa América 2011; 13 de julio de 2011 | Argentina                     | 3:0 (1:0) | Costa Rica | Estadio Mario Alberto Kempes, Córdoba                     |                                                           |
|                                        | Agüero 45' 53' · Di María 64' | Reporte   |            | Asistencia: 57 000 espectadores Árbitro(s): Víctor Rivera | Asistencia: 57 000 espectadores Árbitro(s): Víctor Rivera |

| Superclásico de las Américas de 2011; 14 de septiembre de 2011 | Argentina | 0:0     | Brasil | Estadio Mario Alberto Kempes, Córdoba                     |                                                           |
|                                                                |           | Reporte |        | Asistencia: 50 000 espectadores Árbitro(s): Enrique Osses | Asistencia: 50 000 espectadores Árbitro(s): Enrique Osses |

| Elim. Sudamericanas 2014; 5 de septiembre de 2012 | Argentina                             | 3:1 (2:1) | Paraguay          | Estadio Mario Alberto Kempes, Córdoba                     |                                                           |
|                                                   | Di María 3' · Higuaín 30' · Messi 64' | Reporte   | Fabbro 17' (pen.) | Asistencia: 51 000 espectadores Árbitro(s): Wilson Seneme | Asistencia: 51 000 espectadores Árbitro(s): Wilson Seneme |

| Elim. Sudamericanas 2018; 31 de marzo de 2016 | Argentina                      | 2:0 (2:0) | Bolivia | Estadio Mario Alberto Kempes, Córdoba                        |                                                              |
|                                               | Mercado 19' · Messi 29' (pen.) | Reporte   |         | Asistencia: 51 000 espectadores Árbitro(s): Jesús Valenzuela | Asistencia: 51 000 espectadores Árbitro(s): Jesús Valenzuela |

| Elim. Sudamericanas 2018; 13 de octubre de 2016 | Argentina | 0:1 (0:1) | Paraguay        | Estadio Mario Alberto Kempes, Córdoba                        |                                                              |
|                                                 |           | Reporte   | D. González 18' | Asistencia: 51 000 espectadores Árbitro(s): Daniel Fedorczuk | Asistencia: 51 000 espectadores Árbitro(s): Daniel Fedorczuk |

| Amistoso; 14 de noviembre de 2018 | Argentina                            | 2:0 (1:0) | México | Estadio Mario Alberto Kempes, Córdoba |  |
|                                   | Funes Mori 44' · Brizuela 83' (a.g.) | Reporte   |        |                                       |  |

| Elim. Sudamericanas 2022; 24 de noviembre de 2021 | Argentina       | 1:0 (1:0) | Colombia | Estadio Mario Alberto Kempes, Córdoba       |                                             |
|                                                   | L. Martínez 29' | Reporte   |          | Árbitro(s): Raphael Claus VAR: Wagner Reway | Árbitro(s): Raphael Claus VAR: Wagner Reway |

### Finales disputadas
Como datos curiosos, destacan: Talleres, Instituto, Boca y River son los únicos clubes que ganaron más de un título en este estadio. Independiente del Valle, el único de tres clubes no argentinos en salir campeón en este recinto. Talleres y Defensa y Justicia, los únicos clubes argentinos en alcanzar un título internacional aquí. Rosario Central obtuvo un título en este lugar pero no ganó ninguno de los tres partidos que jugó.
| Final Anual del Torneo de LCF 1978; 20 de febrero de 1979 | Talleres            | 3:0     | Belgrano | Estadio Olímpico de Córdoba, Córdoba |  |
|                                                           | Reinaldi · Alderete | Reporte |          |                                      |  |

| Final Anual del Torneo de LCF 1978; 23 de febrero de 1979 | Belgrano | 1:3     | Talleres          | Estadio Olímpico de Córdoba, Córdoba |  |
|                                                           | Roma     | Reporte | Oviedo · Alderete |                                      |  |

| Final del Torneo Nacional 1980; 21 de diciembre de 1980                                          | Racing (C)               | 2:0 (1:0) | Rosario Central | Estadio Olímpico de Córdoba, Córdoba |                           |
|                                                                                                  | Oyola 7' · Gasparini 82' | Reporte   |                 | Árbitro(s): Teodoro Nitti            | Árbitro(s): Teodoro Nitti |
| Rosario Central fue campeón luego de la definición por penales tras un marcador global de 2 a 2. |                          |           |                 |                                      |                           |

| Final del Campeonato de Primera B Nacional 1997-98; 1 de julio de 1998 | Talleres   | 1:0 (0:0) | Belgrano | Estadio Olímpico de Córdoba, Córdoba |                            |
|                                                                        | Zelaya 39' |           |          | Árbitro(s): Daniel Giménez           | Árbitro(s): Daniel Giménez |

| Final del Campeonato de Primera B Nacional 1997-98; 5 de julio de 1998 | Belgrano                                               | 2:1 (2:1, 0:0) (t. s.)(3:4 p.) | Talleres                                                | Estadio Olímpico de Córdoba, Córdoba                         |                                                              |
|                                                                        | Carnero 79' · Sosa 90'                                 |                                | Albornós 54'                                            | Asistencia: 35 000 espectadores Árbitro(s): Horacio Elizondo | Asistencia: 35 000 espectadores Árbitro(s): Horacio Elizondo |
|                                                                        |                                                        | Tiros desde el punto penal     |                                                         |                                                              |                                                              |
|                                                                        | Carnero · Sosa · Alarcón · Manrique · Artime · Binetti |                                | Lillo · Clementz · Astudillo · Díaz · Villarreal · Oste |                                                              |                                                              |
| Talleres fue campeón por un marcador global de 5 a 4.                  |                                                        |                                |                                                         |                                                              |                                                              |

| Final del Campeonato de Primera B Nacional 1998-99; 12 de junio de 1999                            | Instituto           | 3:0 (1:0) | Chacarita | Estadio Olímpico de Córdoba, Córdoba |  |
| | Jiménez · Maldonado |           |           |                                      |  |
| Instituto fue campeón por un marcador global de 3 a 1 luego del partido disputado en Buenos Aires. |                     |           |           |                                      |  |

| Final de la Copa Conmebol 1999; 8 de diciembre de 1999 | Talleres                             | 3:0 (1:0) | Sportivo Alagoano | Estadio Olímpico de Córdoba, Córdoba                             |                                                                  |
|                                                        | Silva 39' · Gigena 75' · Maidana 90' |           |                   | Asistencia: 33 000 espectadores Árbitro(s): Ricardo Grance Pérez | Asistencia: 33 000 espectadores Árbitro(s): Ricardo Grance Pérez |
| Talleres fue campeón por un marcador global de 5 a 4.  |                                      |           |                   |                                                                  |                                                                  |

| Final del Campeonato de Primera B Nacional 2003-04; 19 de junio de 2004 | Instituto                   | 2:0 (2:0) | Almagro | Estadio Olímpico de Córdoba, Córdoba |                          |
|                                                                         | Raymonda 16' · Riggio 45+1' | Reporte   |         | Árbitro(s): Daniel Raffa             | Árbitro(s): Daniel Raffa |
| Instituto fue campeón por un marcador global de 2 a 1.                  |                             |           |         |                                      |                          |

| Final de la Copa Argentina 2014-15; 4 de noviembre de 2015 | Rosario Central | 0:2 (0:0) | Boca Juniors             | Estadio Mario Alberto Kempes, Córdoba                      |                                                            |
|                                                            |                 | Reporte   | Lodeiro 55' · Chávez 90' | Asistencia: 57 100 espectadores Árbitro(s): Diego Ceballos | Asistencia: 57 100 espectadores Árbitro(s): Diego Ceballos |

| Supercopa Argentina 2015; 10 de febrero de 2016 | Boca Juniors | 0:4 (0:1) | San Lorenzo                                     | Estadio Mario Alberto Kempes, Córdoba                     |                                                           |
|                                                 |              | Reporte   | Belluschi 44' · Barrientos 74' 83' · Blandi 89' | Asistencia: 45 000 espectadores Árbitro(s): Darío Herrera | Asistencia: 45 000 espectadores Árbitro(s): Darío Herrera |

| Final de la Copa Argentina 2015-16; 15 de diciembre de 2016 | River Plate                                   | 4:3 (2:2) | Rosario Central           | Estadio Mario Alberto Kempes, Córdoba                        |                                                              |
|                                                             | Alario 11' (pen.) 40' (pen.) 72' · Alonso 75' | Reporte   | Musto 26' · Ruben 30' 63' | Asistencia: 55 000 espectadores Árbitro(s): Patricio Loustau | Asistencia: 55 000 espectadores Árbitro(s): Patricio Loustau |

| Final de la Copa de la Superliga 2019; 2 de junio de 2019 | Tigre                            | 2:0 (2:0) | Boca Juniors | Estadio Mario Alberto Kempes, Córdoba                     |                                                           |
|                                                           | González 24' · Janson 32' (pen.) | Reporte   |              | Asistencia: 52 000 espectadores Árbitro(s): Néstor Pitana | Asistencia: 52 000 espectadores Árbitro(s): Néstor Pitana |

| Final de la Copa Sudamericana 2020; 23 de enero de 2021 | Lanús | 0:3 (0:1) | Defensa y Justicia                     | Estadio Mario Alberto Kempes, Córdoba            |                                                  |
|                                                         |       | Reporte   | Frías 34' · Romero 62' · Camacho 90+2' | Árbitro(s): Jesús Valenzuela VAR: Julio Bascuñán | Árbitro(s): Jesús Valenzuela VAR: Julio Bascuñán |

| Final Anual del Torneo de Primera A de LCF 2021; 11 de noviembre de 2021 | Argentino Peñarol | 1:3 (0:2) | General Paz Juniors                       | Estadio Mario Alberto Kempes, Córdoba |                             |
|                                                                          | Altamira 90+1'    | Reporte   | Fermanelli 25' · Suárez 31' · Copetti 49' | Árbitro(s): Martín Ferreyra           | Árbitro(s): Martín Ferreyra |

| Final del Campeonato de Fútbol Femenino de Primera División C 2021; 18 de diciembre de 2021 | Belgrano                        | 5:4 (3:1) | Claypole                                 | Estadio Mario Alberto Kempes, Córdoba |                                |
|                                                                                             | Gómez 4' 8' 77' 83' · Casas 31' | Reporte   | Vega 38' · Romeo 52' 71' · Fernández 68' | Árbitro(s): Roberta Echeverría        | Árbitro(s): Roberta Echeverría |

| Final de la Copa de la Liga Profesional 2022; 22 de mayo de 2022 | Boca Juniors | 3:0 (1:0) | Tigre                                | Estadio Mario Alberto Kempes, Córdoba         |                                               |
|                                                                  |              | Reporte   | Rojo 45+4' · Fabra 67' · Vázquez 85' | Árbitro(s): Darío Herrera VAR: Mauro Vigliano | Árbitro(s): Darío Herrera VAR: Mauro Vigliano |

| Final de la Copa Sudamericana 2022; 1 de octubre de 2022 | São Paulo | 0:2 (0:1) | Independiente del Valle  | Estadio Mario Alberto Kempes, Córdoba                                         |                                                                               |
|                                                          |           | Reporte   | Díaz 13' · Faravelli 67' | Asistencia: 24 683 espectadores Árbitro(s): Wilmar Roldán VAR: Julio Bascuñán | Asistencia: 24 683 espectadores Árbitro(s): Wilmar Roldán VAR: Julio Bascuñán |

| Supercopa Argentina 2023; 13 de marzo de 2024 | River Plate                        | 2:1 (0:1) | Estudiantes (LP) | Estadio Mario Alberto Kempes, Córdoba                 |                                                       |
|                                               | Romero 80' (a.g.) · Aliendro 90+2' | Reporte   | Correa 3'        | Árbitro(s): Yael Falcón Pérez VAR: Hernán Mastrángelo | Árbitro(s): Yael Falcón Pérez VAR: Hernán Mastrángelo |

| Final del Campeonato de Primera Nacional 2023; 29 de octubre de 2023 | Almirante Brown | 0:2 (0:0, 0:0) (t. s.) | Independiente Rivadavia   | Estadio Mario Alberto Kempes, Córdoba |                             |
|                                                                      |                 | Reporte                | Sánchez 115' · Ramis 119' | Árbitro(s): Nicolás Ramírez           | Árbitro(s): Nicolás Ramírez |

## Principales conciertos y eventos
| País                      | Artista                                 | Año                                                                        |
| ------------------------- | --------------------------------------- | -------------------------------------------------------------------------- |
| Bandera de Estados Unidos | Gloria Gaynor                           | 1978                                                                       |
| Bandera de Venezuela      | Yolo Aventuras                          | 1980 / 1990 / 1996 / 2004 / 2005 / 2009 / 2012 / 2013 / 2017 / 2018 / 2022 |
| Bandera de México         | Luis Miguel                             | 1982                                                                       |
| Bandera de Argentina      | Sumo                                    | 1986 / 1987 / 1988                                                         |
| Bandera de Argentina      | Rata Blanca                             | 1990 / 1991                                                                |
| Bandera de Argentina      | Soda Stereo                             | 1985* / 1987* / 1990* / 1991* / 2007*                                      |
| Bandera de Suecia         | Roxette                                 | 1992                                                                       |
| Bandera de Argentina      | Serú Girán                              | 1992                                                                       |
| Bandera de Brasil         | Xuxa                                    | 1992                                                                       |
| Bandera del Reino Unido   | Peter Gabriel                           | 1993                                                                       |
| Bandera de Estados Unidos | Bon Jovi                                | 1993                                                                       |
| Bandera de Estados Unidos | Aerosmith                               | 1994                                                                       |
| Bandera de Estados Unidos | Ricky Martin                            | 1995                                                                       |
| Bandera de España         | Alejandro Sanz                          | 1998                                                                       |
| Bandera de Argentina      | Patricio Rey y sus Redonditos de Ricota | 2001                                                                       |
| Bandera de Argentina      | La Renga                                | 2003 / 2008 / 2016 / 2024                                                  |
| Bandera de Argentina      | Callejeros                              | 2006                                                                       |
| Bandera de España         | Joaquín Sabina y Joan Manuel Serrat     | 2007                                                                       |
| Bandera de Argentina      | Los Fabulosos Cadillacs                 | 2008                                                                       |
| Bandera de Argentina      | Sabroso                                 | 2008 / 2011                                                                |
| Bandera de México         | Maná                                    | 2007 / 2011 / 2016                                                         |
| Bandera de Guatemala      | Ricardo Arjona                          | 2010 / 2012 / 2014                                                         |
| Bandera de Venezuela      | Ricardo Montaner                        | 2010                                                                       |
| Bandera de Estados Unidos | Calle 13                                | 2011                                                                       |
| Bandera de Colombia       | Shakira                                 | 2011                                                                       |
| Bandera de Argentina      | Chébere                                 | 2012                                                                       |
| Bandera de Estados Unidos | Madonna                                 | 2012                                                                       |
| Bandera de Uruguay        | No Te Va Gustar                         | 2013                                                                       |
| Bandera de Canadá         | Justin Bieber                           | 2013                                                                       |
| Bandera de Estados Unidos | Romeo Santos                            | 2015                                                                       |
| Bandera del Reino Unido   | Iron Maiden                             | 2016                                                                       |
| Bandera del Reino Unido   | Paul McCartney                          | 2016 / 2024                                                                |
| Bandera de Argentina      | Tini Stoessel                           | 2022                                                                       |
| Bandera de Argentina      | Abel Pintos                             | 2022                                                                       |
| Bandera de España         | Joan Manuel Serrat                      | 2022                                                                       |
| Bandera de Argentina      | La Beriso                               | 2022                                                                       |
| Bandera de Argentina      | Divididos                               | 2023                                                                       |
| Bandera de Argentina      | María Becerra                           | 2024                                                                       |
| Bandera de Argentina      | Los Piojos                              | 2025                                                                       |

## Reconocimientos

### Estadios mundialistas
El estadio se encuentra entre los diez escenarios vigentes de América del Sur con más partidos recibidos de la Copa del Mundo.
| N.º | Estadio                  | Ubicación                | Ediciones  | Partidos mundialistas | Propietario                             |
| --- | ------------------------ | ------------------------ | ---------- | --------------------- | --------------------------------------- |
| 1°  | Maracaná                 | Río de Janeiro, Brasil   | 1950, 2014 | 15                    | Estado de Río de Janeiro                |
| 2°  | Centenario               | Montevideo, Uruguay      | 1930       | 10                    | Intendencia de Montevideo               |
| 2°  | Julio Martínez Prádanos  | Santiago de Chile, Chile | 1962       | 10                    | Instituto Nacional de Deportes de Chile |
| 4°  | Antonio Vespucio Liberti | Buenos Aires, Argentina  | 1978       | 9                     | Club Atlético River Plate               |
| 5°  | Sausalito                | Viña del Mar, Chile      | 1962       | 8                     | Ilustre Municipalidad de Viña del Mar   |
| 5°  | Mario Alberto Kempes     | Córdoba, Argentina       | 1978       | 8                     | Provincia de Córdoba                    |
| 7°  | Carlos Dittborn          | Arica, Chile             | 1962       | 7                     | Club Deportivo San Marcos de Arica      |
| 7°  | El Teniente              | Rancagua, Chile          | 1962       | 7                     | Codelco                                 |
| 7°  | Mané Garrincha           | Brasilia, Brasil         | 2014       | 7                     | Distrito Federal                        |
| 10° | Gran Parque Central      | Montevideo, Uruguay      | 1930       | 6                     | Club Nacional de Football               |